# Rugby Club Kochebi
Actualités
Le Rugby Club Kochebi (en géorgien : სარაგბო კლუბი ყოჩები) est un club géorgien de rugby à XV basé à Bolnissi.

## Historique
Le club de rugby du Rugby Club Kochebi est créé en 1959.
Il change de ville en 2014, quittant ainsi la capitale Tbilissi pour s'installer à Bolnissi ; cette relocalisation entre dans le cadre d'une réflexion sur le développement du rugby géorgien qui a conduit à déménager plusieurs clubs de la capitale dans le reste du pays,.

## Palmarès
- Championnat de Géorgie de rugby à XV :
  - Champion : 1997, 1998, 2007[1].
- Coupe de Géorgie de rugby à XV :
  - Vainqueur : 2007[1].